# Radiobaliză
Radiobaliza este un emițător radio care emite unde electromagnetice periodice și de o anumită frecvență.
Sunt utilizate pentru navigația maritimă și aeriană.
Astfel, în cazul transportului aerian, undele sunt orientate pe verticală pentru a fi recepționate de avioane în momentul trecerii lor deasupra punctului respectiv.
Radiobalizele sunt utilizate mai ales pentru dirijarea avioanelor în condiții de slabă vizibilitate.